# Onciale 0275
- Papyrus
- Onciale
- Minuscules
- Lectionnaire

Le Codex 0275 (dans la numérotation Gregory-Aland), est un manuscrit du Nouveau Testament sur parchemin écrit en écriture grecque et copte onciale.

## Description
Le codex se compose d'un folio. Il est écrit en deux colonnes par page, douze lignes par colonne. Les dimensions du manuscrit sont 28 x 25 cm,. Les paléographes datent ce manuscrit du VIIe siècle.
C'est un manuscrit contenant deux courts extraits de l'Évangile selon Matthieu (5,25-26,29-30).
Le texte du codex représenté est de type alexandrin. Kurt Aland le classe en Catégorie II.
Lieu de conservation
Il est conservé au Trinity College (TCD PAP F 138) à Dublin,.